# Faeröers

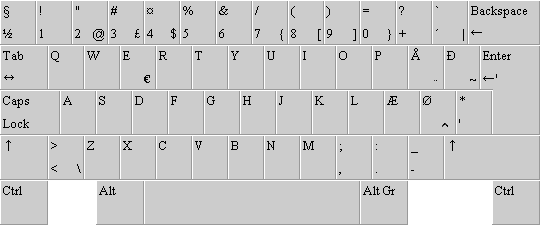
Faeröerse toetsenbordindeling

Faeröers (føroyskt, IPA: [ˈføːɹɪst]) is een Noord-Germaanse taal die voor ruim 66.000 mensen als moedertaal fungeert. 45.000 daarvan wonen op de Faeröer en 21.000 elders, voornamelijk in Denemarken. Het is een van de twee officiële talen van de Faeröer. De andere is het Deens.
Het Faeröers is een van de vier talen die rechtstreeks afstammen uit de westelijke tak van het Oudnoords, het Oudwestnoords. De andere zijn het Noors, het IJslands en het uitgestorven Norn, dat wederzijds verstaanbaar moet zijn geweest met het Faeröers. IJslands, de meest verwante levende taal, is gesproken niet wederzijds verstaanbaar, maar geschreven wel, wegens de etymologiserende schrijfwijze van het Faeröers.

## Beschrijving
Het Faeröers behoort samen met het IJslands tot de westelijke of eiland-Scandinavische talen. Sprekers van het Faeröers en sprekers van de talen van het eigenlijke Scandinavië, Deens, Noors en Zweeds, kunnen elkaar niet zo goed verstaan. Het Faeröers wordt geschreven met het Latijnse alfabet, waaraan verschillende tekens zijn toegevoegd: Á/á, Í/í, Ó/ó, Ú/ú, Ý/ý, Ð/ð (edh), Ø/ø en Æ/æ. De letters c, q, w, x en z worden niet gebruikt.
De speciale letter edh (ð) wordt op verschillende manieren uitgesproken. Meestal is hij stom.
De structuur van het Faeröers lijkt erg op die van het IJslands. Enige verschillen zijn:
- etymologiserende schrijfwijze: de spelling van het Faeröers wijkt, in tegenstelling tot die van het IJslands, zeer sterk af van de uitspraak. De spelling werd in 1846 door V.U. Hammarshaimb vastgelegd. Dankzij de etymologiserende spelling kunnen Faeröerders en IJslanders elkaars taal zonder moeite lezen.
- dialecten: het IJslands kent nauwelijks dialecten, terwijl het Faeröers juist een grote verscheidenheid aan dialecten heeft.
- fonologie: in het Faeröers ontbreken de dentale fricatieven (Engels th, IJslands þ) - deze zijn net als in het Deens, Noors en Zweeds verdwenen.
- purisme: het Faeröers heeft net als het IJslands een sterke puristische stroming gekend, maar in het Faeröers, met name in de spreektaal, zijn toch aanmerkelijk meer (Deense) leenwoorden doorgedrongen.

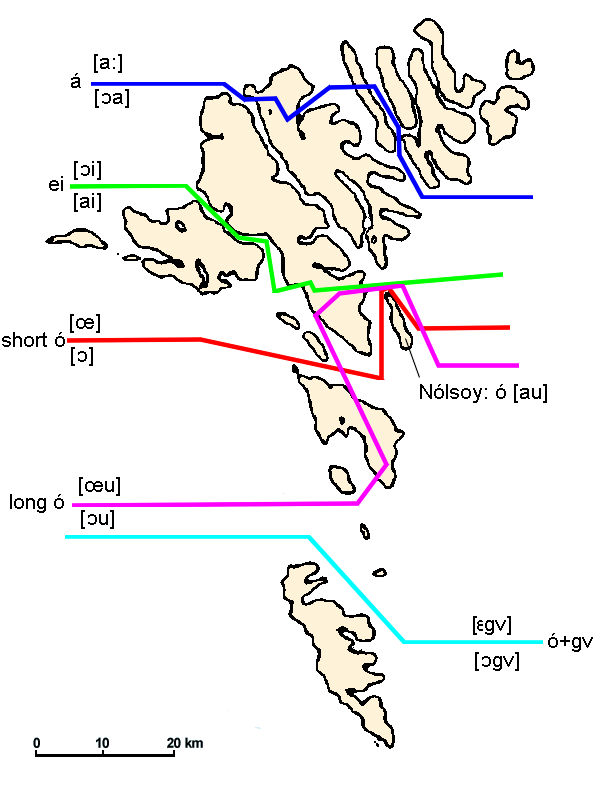
Enkele Faeröerse isoglossen